# 濱下武志
濱下 武志（浜下 武志、はました たけし、1943年11月20日 - ）は、日本の歴史学者。 静岡県立大学グローバル地域センター センタ―長、同センター特任教授。東京大学名誉教授。東アジア近代史・経済史を専門とする。
一橋大学経済学部助教授、フランス社会科学高等研究院主任研究員、東京大学東洋文化研究所所長、京都大学東南アジア研究センター教授、龍谷大学国際文化学部教授などを歴任した。

## 来歴
静岡県立静岡高等学校を経て、1972年、東京大学文学部東洋史学科卒業。1974年、同大学院修士課程修了。1976 - 77年まで英領時代の香港大学に研究助手として勤務。1978年、同大学院大学院博士課程中途退学。
1979年、一橋大学経済学部専任講師、1981年、同助教授。1982年、東京大学東洋文化研究所助教授、1988年同教授。2000年、京都大学東南アジア研究センター（のちに東南アジア研究所）教授。2006年4月より龍谷大学国際文化学部教授。2012年より静岡県立大学グローバル地域センターの特任教授となり、副センタ―長に就任、2017年10月にセンター長に選任される。

## 関係者
田中正俊に師事した。
東京大学東洋文化研究所時代に多くの後進を育成し、門下生に、本野英一（早稲田大学）、飯島渉（青山学院大学）、吉澤誠一郎（東京大学）、川島真（東京大学）などがいる。

## 年譜
主な出典：
- 1943年 - 静岡県静岡市にて誕生。
- 1972年 - 東京大学文学部卒業。
- 1974年 - 東京大学大学院人文科学研究科修士課程修了。
- 1976年 - 香港大学アジア研究センター研究助手。
- 1977年 - 東洋文庫奨励研究員。
- 1978年 - 東京大学大学院人文科学研究科博士課程退学。
- 1979年 - 一橋大学経済学部講師。
- 1981年 - 一橋大学経済学部助教授。
- 1982年 - 東京大学東洋文化研究所助教授。
- 1985年 - 社会科学高等研究院主任研究員。
- 1988年 - 東京大学東洋文化研究所教授。
- 1990年 - 沖縄県教育委員会『歴代寳案』編集委員。
- 1991年 - コーネル大学東アジアプログラム客員教授。
- 1992年 - 香港大学歴史学部客員教授。
- 1996年 - 東京大学東洋文化研究所所長。
- 1999年 - シンガポール国立大学人文社会科学部客員教授。
- 2000年 - 京都大学東南アジア研究センター教授。
- 2001年 - 中山大学歴史学部客員教授。
- 2004年 - 東京大学名誉教授。
- 2006年 - 龍谷大学国際文化学部教授。
- 2011年 - 東洋文庫理事・研究部長[5][6]。
- 2012年 - 静岡県立大学グローバル地域センター 特任教授[7]。
- 2012年 - 静岡県立大学グローバル地域センター 副センター長。
- 2017年 - 同センター センター長[3]。

## 賞歴
- 1991年 - 『近代中国の国際的契機』により、アジア・太平洋賞大賞[8][9]
- 2006年 - 福岡アジア文化賞学術研究賞[1]

## 著作

### 単著
- 『中国近代経済史研究――清末海関財政と開港場市場圏』（汲古書院, 1989年）
- 『近代中国の国際的契機――朝貢貿易システムと近代アジア』（東京大学出版会, 1990年）
- 『香港――アジアのネットワーク都市』（ちくま新書 1996年）
- 『朝貢システムと近代アジア』（岩波書店 1997年）
- 『沖縄入門――アジアをつなぐ海域構想』（ちくま新書 2000年）
- 『華僑・華人と中華網 移民・交易・送金ネットワークの構造と展開』（岩波書店 2013年）

### 編著
- 『東アジア世界の地域ネットワーク』（山川出版社 1999年）

### 共編著
- （佐伯有一・久保亨・上野章）『中国経済関係雑誌記事総目録』（東京大学東洋文化研究所附属東洋学文献センター, 1983年）
- （李焯然・林正子・張士陽）『山西票號資料――書簡篇(1)』（東京大学東洋文化研究所附属東洋学文献センター, 1990年）
- （川勝平太）『アジア交易圏と日本工業化――1500-1900』（リブロポート, 1991年）
- （溝口雄三・富永健一・中嶋嶺雄）『漢字文化圏の歴史と未来』（大修館書店, 1992年）
- （溝口雄三・平石直昭・宮嶋博史）『アジアから考える（全7巻）』（東京大学出版会, 1993年-1994年）
- （松丸道雄・池田温・斯波義信・神田信夫）『世界歴史大系 中国史（全5巻）』（山川出版社, 1996年-2003年）
- （辛島昇）『地域の世界史(1)地域史とは何か』（山川出版社, 1997年）
- （斎藤次郎）『アジア大混乱』（NTT出版, 1998年）
- （尾本惠市・村井吉敬・家島彦一）『海のアジア（全6巻）』（岩波書店 , 2000年-2001年）
- （川北稔）『地域の世界史(11)支配の地域史』（山川出版社, 2000年）
- The Resurgence of East Asia: 500, 150 and 50 Year Perspectives, co-edited with Giovanni Arrighi, (Routledge, 2003)
- （川勝平太）『海と資本主義』（東洋経済新報社, 2003年）
- （崔章集）『東アジアの中の日韓交流』（慶應義塾大学出版会, 2007年）